# Air Masin
Air Masin is een bestuurslaag in het regentschap Aceh Tamiang van de provincie Atjeh, Indonesië. Air Masin telt 454 inwoners (volkstelling 2010).